# Nertera yamashitae
Nertera yamashitae är en måreväxtart som beskrevs av Yamazaki. Nertera yamashitae ingår i släktet Nertera och familjen måreväxter. Inga underarter finns listade i Catalogue of Life.